# Michaël Moussa Adamo

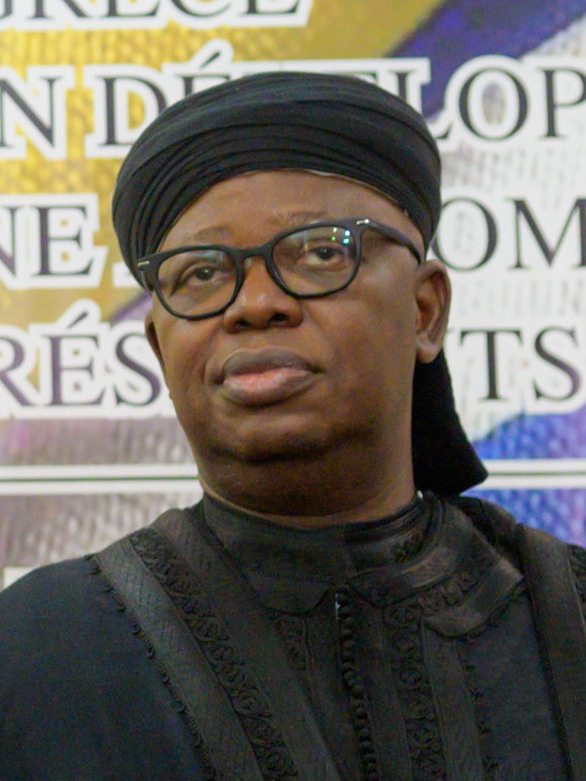
Michaël Moussa Adamo (2023)

Michaël Moussa Adamo (* 10. Januar 1961 in Makokou; † 20. Januar 2023 in Libreville) war ein gabunischer Journalist, Politiker und Diplomat. Er war zum Zeitpunkt seines Todes Außenminister seines Landes.

## Berufliche Karriere
Moussa Adamo begann seine Karriere 1981 als Fernsehmoderator bei Kanal 2 von Radio Télévision Gabonaise. Im selben Jahr ging er in die Vereinigten Staaten, wo er an der Boston University als Lehrassistent am African Studies Center und als Forschungsassistent am Zentrum für Internationale Beziehungen arbeitete. 1989 erwarb er einen Bachelor- und einen Master-Titel in Internationalen Beziehungen und Kommunikation. Nach seinem Abschluss arbeitete er als Berater für den World Wildlife Fund in Washington, D.C.
1991 kehrte er nach Gabun zurück, wo er eine Karriere im öffentlichen Dienst begann. Im Januar 2000 wurde er als Abgeordneter in die gabunische Nationalversammlung gewählt. Im selben Jahr wurde er Stabschef des damaligen Verteidigungsministers Ali-Ben Bongo Ondimba. Moussa verbrachte fünf Jahre in der Nationalversammlung und war Sprecher des parlamentarischen Ausschusses für auswärtige Angelegenheiten und Verteidigung.
Im Februar 2007 wurde Moussa Adamo zum Sonderberater und Missionsleiter des damaligen Präsidenten Omar Bongo ernannt. Als dessen Sohn Ali Bongo Ondimba 2009 zum Präsidenten gewählt wurde, diente Moussa Adamo als dessen Sonderberater. Im Oktober 2009 wurde er Leiter der Abteilung für Informationstechnologie des Ministeriums für Kommunikation. 
Von 2011 bis 2020 war er Botschafter Gabuns in den Vereinigten Staaten. Danach war er Verteidigungsminister, bevor er im März 2022 als Nachfolger von Pacôme Moubelet-Boubeya zum Außenminister ernannt wurde.

## Persönliches
Moussa war verheiratet und Vater von sechs Kindern.
Er starb am 20. Januar 2023 kurz vor Beginn einer Kabinettssitzung an einem Herzinfarkt.